# Новобіличі (зупинний пункт)
Новобіличі — зупинний пункт Київського залізничного вузла Південно-Західної залізниці у місцевості Новобіличі. Розташований біля шляхопроводу на перетині проспекту Академіка Палладіна та Робітничої вулиці. Розміщується між станціями Святошин (відстань — 3 км) та Біличі (відстань — 2 км) (селище Коцюбинське).
Дільницю електрифіковано у 1959 році. Зупинний пункт відкритий у 1964 році. Відстань до станції Київ-Пасажирський — 17 км.
Для покращення транспортного сполучення та швидкої пересадки з приміських електричок до платформи можливо продовжать Святошинсько-Броварську лінію Київського метрополітену, правда згідно з нинішнім проєктом, станція Новобіличі має знаходитись на території однойменного масиву.

## Рух
На платформі Новобіличі зупиняються приміські поїзди, що прямують з Києва до Клавдіївого, Тетерева, Малина, Коростеня, Яблунця, та в зворотньому напрямку. При цьому зупиняються далеко не всі.

## Реконструкція
З часу відкриття на платформі були 2 берегові платформи, що розташовувалися по різні боки шляхпроводу. Наприкінці 2016 року розпочався процес докорінної перебудови станції. Почався він з будівництва нової платформи на виїзд з міста по інший бік шляхопроводу - з боку м. Ірпінь, навпроти платформи у інший бік. Нову платформу досить швидко збудували. Певний час стара та нова плафторми стояли поряд, при цьому поїзди зупинялися ще на старій платформі. Після того стару платформу було розібрано, а поїзди стала приймати нова платформа. До жодних помітних змін у розкладі руху це не спричинилося.
24 квітня 2017 року почалася реконструкція платформи у бік Києва. ЇЇ не переносили. Того дня зупинку усіх поїздів до Києва на тій платформі було тимчасово скасовано. Незабаром платформу було повністю розібрано, тривало будівництво нової. У жовтні 2017 року платформа певний час курсувала, однак остаточно її відкрили вже у листопаді 2017 року. Докорінна перебудова платформи зумовила чутки про подовження туди міської електрички.

## Зображення

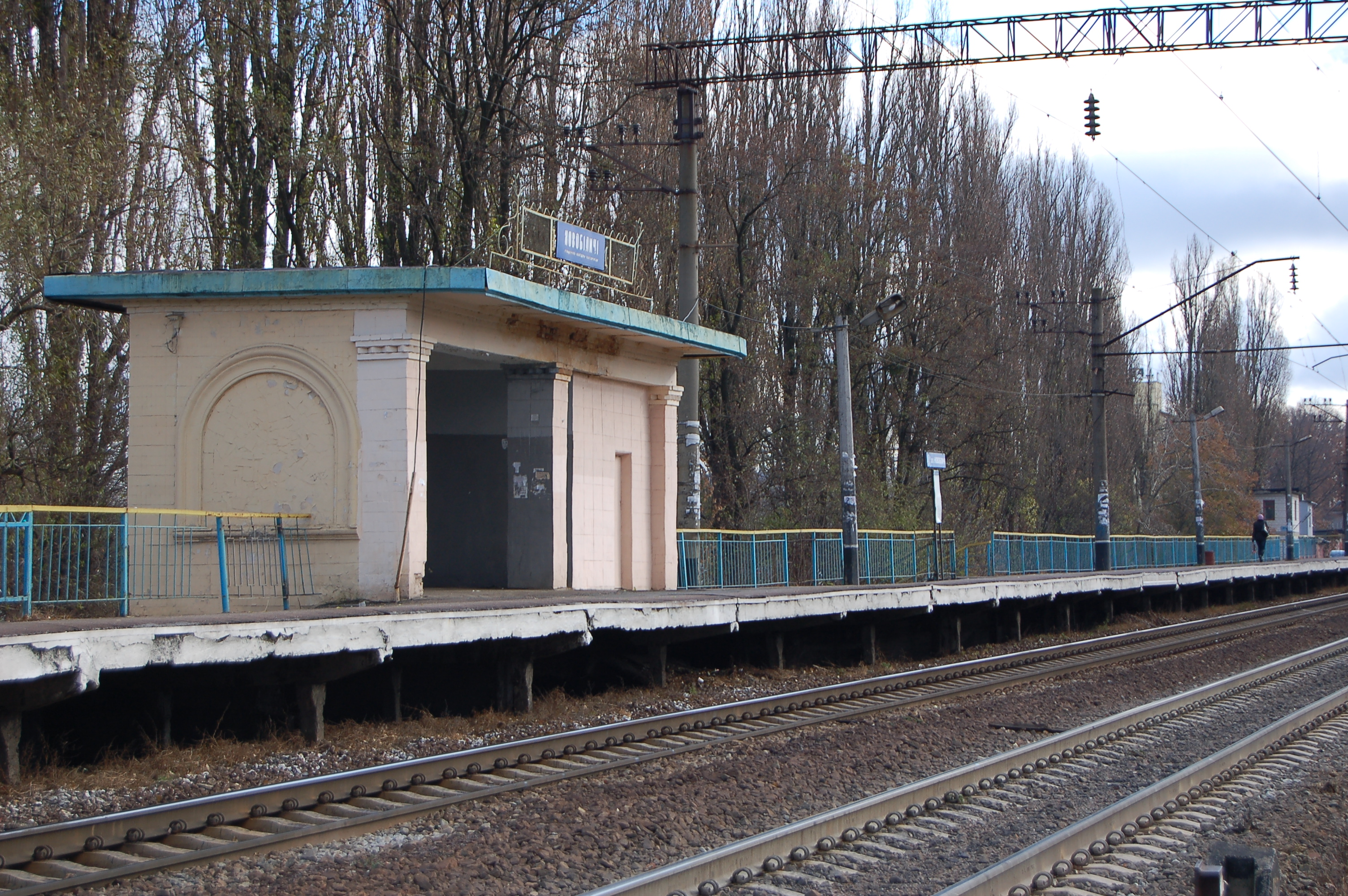
Стара платформа у бік ст. Біличі, ліквідовано 2016 року
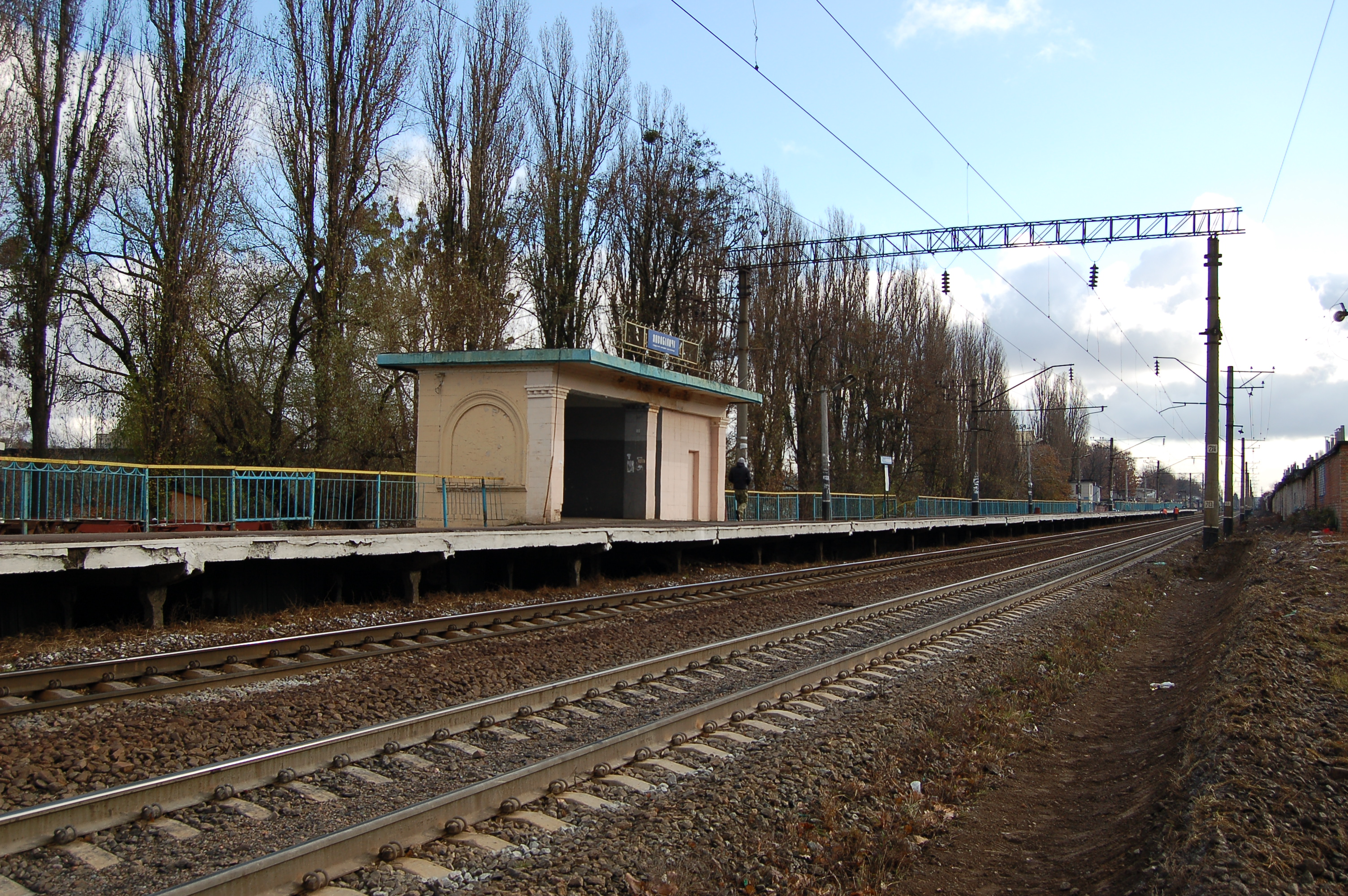
Стара платформа у бік ст. Біличі
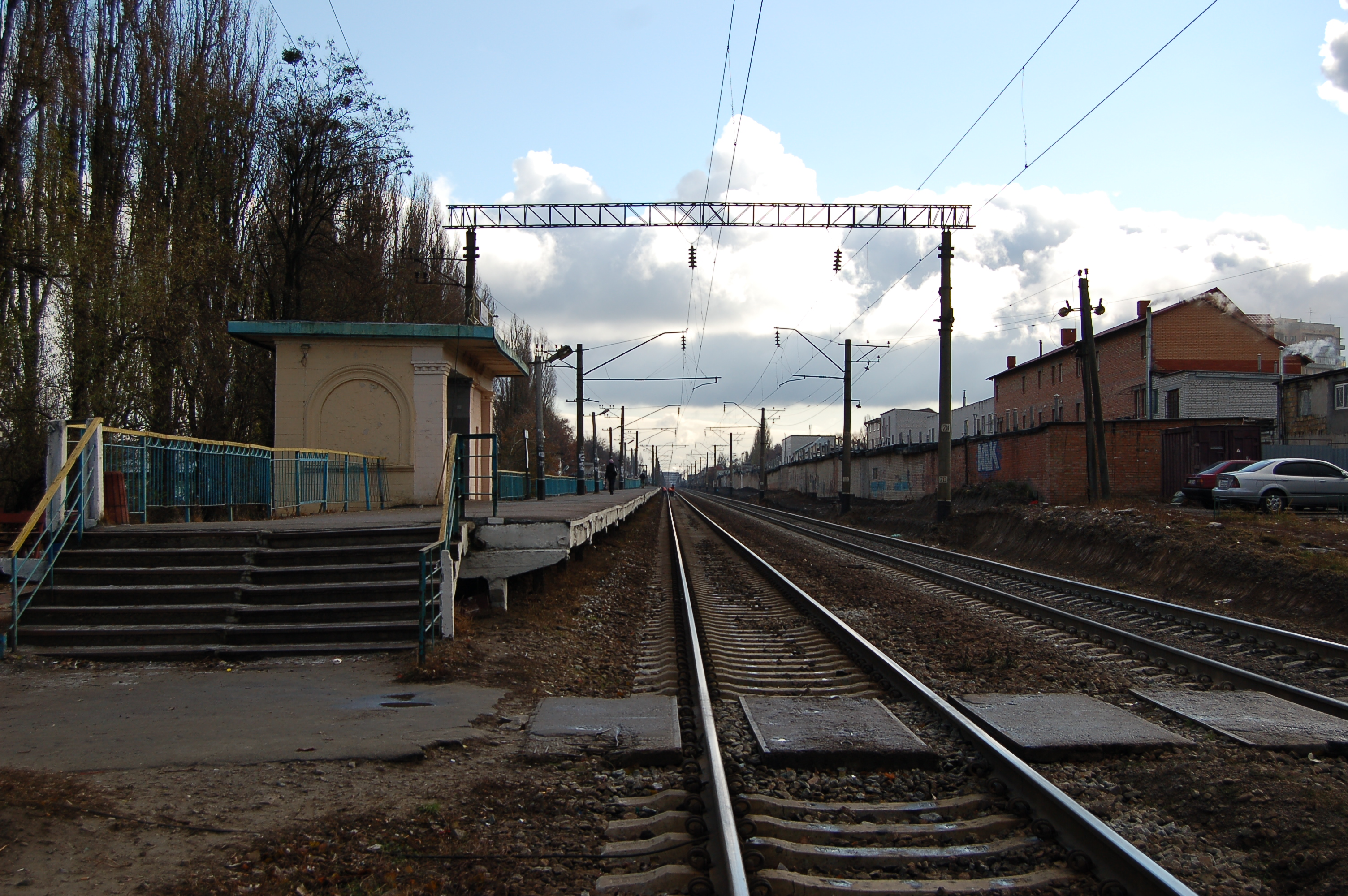
Стара платформа у бік ст. Біличі
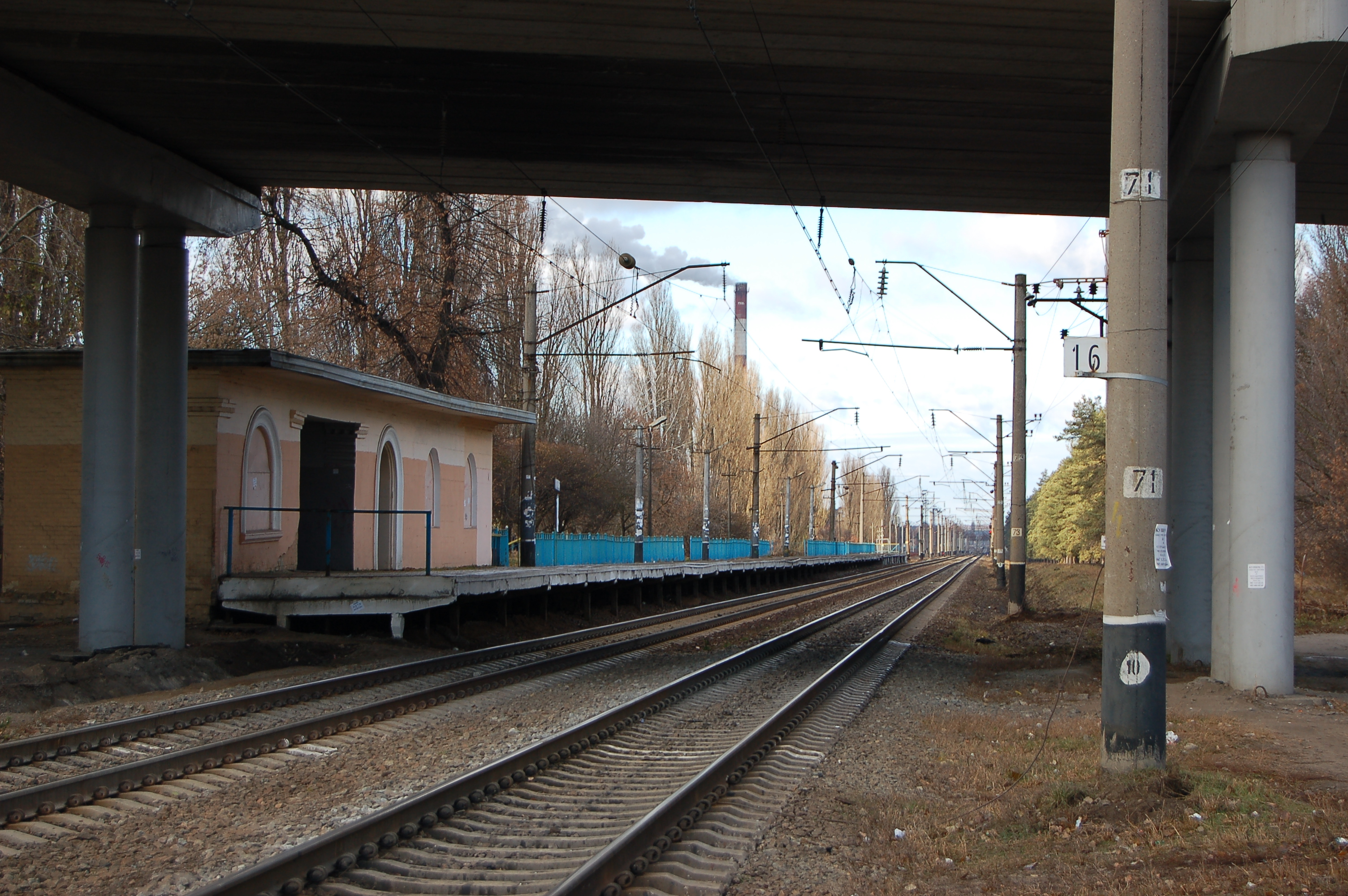
Стара платформа у бік ст. Святошин
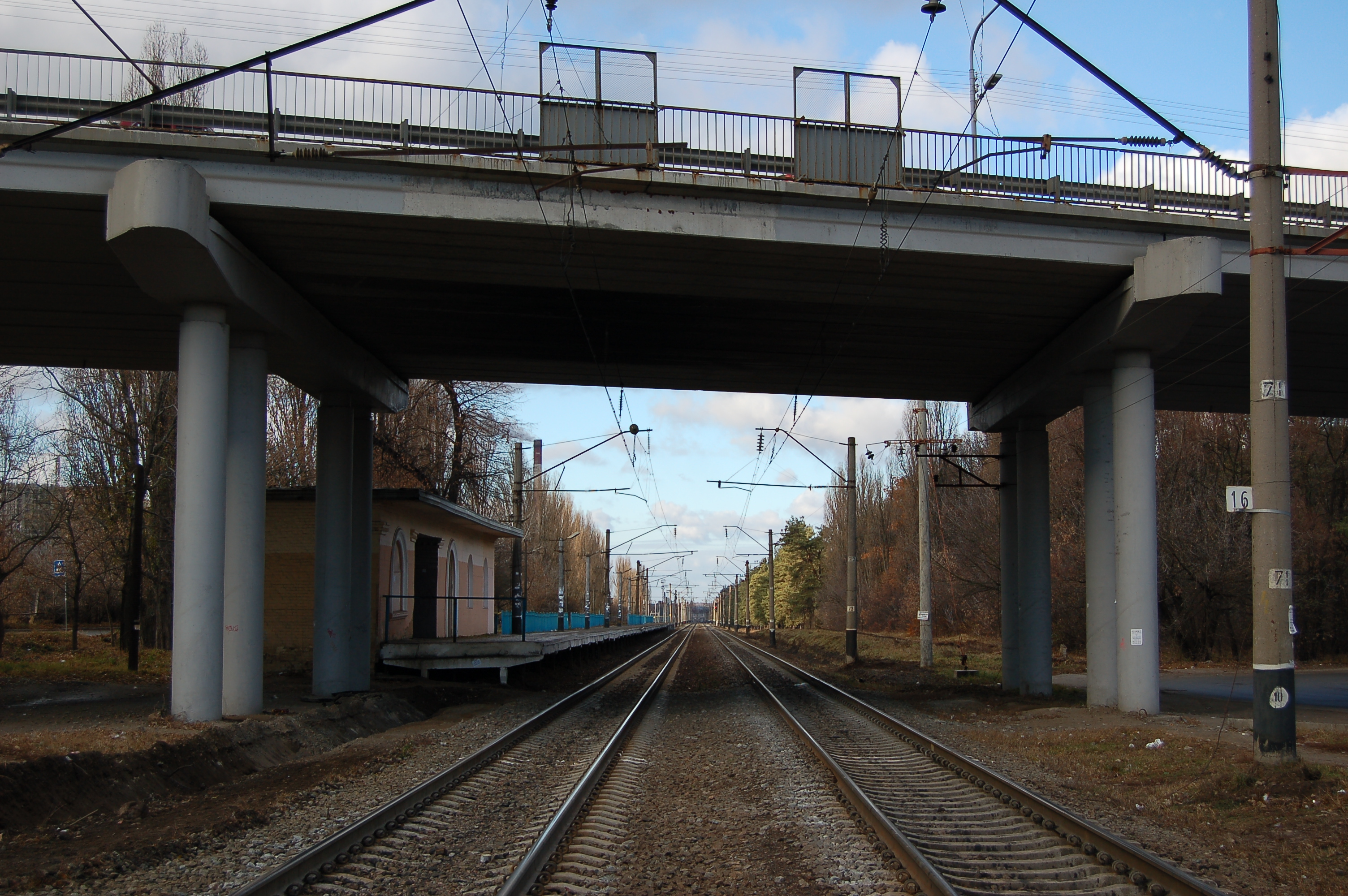
Стара платформа у бік ст. Святошин